# Бастианелли, Марта
Марта Бастианелли (итал. Marta Bastianelli, род. 30 апреля 1987, Веллетри, Лацио) — итальянская профессиональная велогонщица, выступавшая в 2022 году за женскую команду UCI, UAE Team ADQ. Бастианелли выиграла женскую групповую гонку на чемпионате мира по шоссейным велогонкам 2007 года, опередив Марианну Вос и Джорджию Бронцини, а также выиграла аналогичную гонку на чемпионате Европы по шоссейным велогонкам 2018 года, снова опередив Вос.

## Спортивная карьера
Бастианелли родилась в Веллетри, недалеко от Рима, и с 2006 по 2008 годы выступала за команду Safi-Pasta Zara-Manhattan. 5 июля 2008 года тест Бастианелли дал положительный результат на запрещённое вещество — стимулятор фенфлурамин, который может содержаться в пищевых добавках. Он был обнаружен в её моче во время обычного допинг-контроля на чемпионате Европы среди гонщиков до 23 лет, проходившем в Вербании (Италия). Впоследствии она была исключена из состава итальянской Олимпийской сборной 2008 года, и Национальный олимпийский комитет Италии дисквалифицировал её на год. Бастианелли подала апелляцию в Спортивный арбитражный суд на отмену дисквалификации, но CAS вместо этого продлил дисквалификацию до двух лет после апелляции Международного союза велосипедистов, посчитав, что первоначальный запрет был слишком мягким.
Марта Бастианелли участвовала в летних Олимпийских играх 2020 года в групповой гонке.

## Личная жизнь
Бастианелли замужем и имеет дочь, родившуюся в 2014 году.

## Достижения
2004
2-е место в  групповой гонке, Чемпионат мира по шоссейным велогонкам 2004 среди юниоров
2006
1-е место в классификации молодых гонщиков Тура Тюрингии
2007
1-е место в  групповой гонке, Чемпионат мира по шоссейным велогонкам
2-е место в  групповой гонке, Чемпионат Европы по шоссейному велоспорту
3-е место в Durango-Durango Emakumeen Saria
3-е место в Гран-при Плуэ — Бретань
8-е место в общем зачёте Emakumeen Bira
8-е место в Туре Фландрии
2008
2-е место в Флеш Валонь Фемм
3-е место в  групповой гонке, Чемпионат Европы по шоссейному велоспорту среди гонщиков до 23 лет
3-е место в Гран-при Бриссаго — Лаго-Маджоре
6-е место в групповой гонке, Чемпионат Италии по шоссейному велоспорту
8-е место в Трофее Альфредо Бинды — комунны Читтильо
8-е место в Туре Фландрии
8-е место в Туре Берна
9-е место в общем зачёте Джиро Роза
10-е место в общем зачёте Iurreta-Emakumeen Bira
2010
7-е место в общем зачёте Тура Тюрингии
2011
5-е место в Ронде ван Гелдерланд
2012
2-е место в Novilon Euregio Cup
3-е место в групповой гонке, Чемпионат Италии по шоссейному велоспорту
2013
Tour Languedoc Roussillon
1-е место в очковая классификация
1-е место в этапе 2
6-е место в общем зачёте Тур острова Чунмин
7-е место в Тур острова Чунмин Кубок мира
2015
1-е место в этапе 1 Giro della Toscana Int. Femminile – Memorial Michela Fanini
4-е место в SwissEver GP Cham-Hagendorn
7-е место в Sparkassen Giro
2016
1-е место в  общем зачёте Giro della Campania in Rosa
1-е место в этапах 1, 2 и 3
1-е место в Omloop van het Hageland
1-е место в Гран-при Либерационе
Трофи д’Ор
1-е место в  очковая классификация
1-е место в этапах 2 и 4
2-е место в Гран-при Доттиньи
3-е место в Madrid Challenge by La Vuelta
5-е место в групповой гонке, Чемпионат мира по шоссейным велогонкам
5-е место в Туре Дренте
5-е место в Туре Йоркшира
8-е место в общем зачёте Тура Бельгии
2017
1-е место в Гран-при Либерационе
1-е место в Gran Premio Bruno Beghelli Internazionale Donne Elite
1-е место в этапе 1 Emakumeen Euskal Bira
1-е место в этапе 9 Джиро Роза
4-е место в Гент — Вевельгем
7-е место в Опен Воргорда TTT
9-е место в общем зачёте Setmana Ciclista Valenciana
2018
1-е место в  групповой гонке, Чемпионат Европы по шоссейному велоспорту
1-е место в Гент — Вевельгем
1-е место в Гран-при Доттиньи
1-е место в Брабантсе Пейл
1-е место в Трофей Мартена Винантса
1-е место в Gold Trophy in Euro-Women's Bike Race
1-е место в этапе 3 BeNe Ladies Tour
1-е место в этапе 1 Giro della Toscana Int. Femminile – Memorial Michela Fanini
2-е место в Gran Premio Bruno Beghelli Internazionale Donne Elite
4-е место в групповой гонке, Чемпионат Италии по шоссейному велоспорту
4-е место в Туре Дренте
10-е место в общем зачёте Setmana Ciclista Valenciana
1-е место в этапе 2
2019
1-е место в  групповой гонке, Чемпионат Италии по шоссейному велоспорту
1-е место в  общем зачёте Грация Орлова
1-е место в  очковая классификация
1-е место в  горной классификации
1-е место в  классификации активных велосипедистов
1-е место в этапах 1 и 3
1-е место в Омлоп ван хет Хегеланд
1-е место в Туре Дренте
1-е место в Туре Фландрии
1-е место в Postnord UCI WWT Vårgårda West Sweden
1-е место в Gran Premio Bruno Beghelli Internazionale Donne Elite
1-е место в этапе 2 Туре Тюрингии
1-е место в этапе 5 Tour Cycliste Féminin International de l'Ardèche
2-е место в Омлоп Хет Ниувсблад
2-е место в Дварс дор Фландерен
3-е место в Drentse Acht van Westerveld
4-е место в Страде Бьянке
4-е место в Гент — Вевельгем
7-е место в групповой гонке, Чемпионат мира по шоссейным велогонкам
7-е место в общем зачёте Туре Норвегии
7-е место в Классика Брюгге — Де-Панне
8-е место в Ле-Самен
8-е место в Амстел Голд Рейс (женский)
2020
1-е место в Vuelta a la Comunitat Valenciana Feminas
2-е место в Омлоп Хет Ниувсблад
2-е место в Омлоп ван хет Хегеланд
4-е место в Гран-при Плуэ — Бретань
7-е место в Clasica Femenina Navarra
10-е место в Страде Бьянке
2021
1-е место в La Périgord Ladies
1-е место в этапе 2 Tour de Suisse
1-е место в этапе 5 Tour Cycliste Féminin International de l'Ardèche
1-е место в этапе 1 The Women's Tour
2-е место в La Picto–Charentaise
5-е место в Гент — Вевельгем
5-е место в Париж — Рубе Фемм
6-е место в Омлоп Хет Ниувсблад
8-е место в Даймонд Тур
9-е место в общем зачёте Holland Ladies Tour
9-е место в Нокере Курсе
2022
1-е место в  общем зачёте Гран-при Эльзи Якобс
1-е место в  очковая классификация
1-е место в этапе 1
1-е место в Vuelta a la Comunitat Valenciana Feminas
1-е место в Омлоп ван хет Хегеланд
1-е место в этапе 4 Setmana Ciclista Valenciana
Тур Бретани
1-е место в этапах 1 и 2
3-е место в Нокере Курсе
3-е место в Классика Брюгге — Де-Панне
5-е место в Туре Дренте
5-е место в Дварс дор Фландерен
6-е место в Гент — Вевельгем
9-е место в Омлоп Хет Ниувсблад
10-е место в Туре Фландрии

### Статистика выступлений
| Классика                                 | 2007                  | 2008                  | 2009                  | 2010                  | 2011                  | 2012                  | 2013                  | 2014                  | 2015                  | 2016                  | 2017                  | 2018                  | 2019                  | 2020 | 2021 | 2022 |
| ---------------------------------------- | --------------------- | --------------------- | --------------------- | --------------------- | --------------------- | --------------------- | --------------------- | --------------------- | --------------------- | --------------------- | --------------------- | --------------------- | --------------------- | ---- | ---- | ---- |
| Омлоп Хет Ниувсблад                      | —                     | —                     | —                     | —                     | —                     | —                     | 11                    | —                     | —                     | 29                    | 51                    | —                     | 2                     | 2    | 6    | 9    |
| Омлоп ван хет Хегеланд                   | —                     | —                     | —                     | —                     | —                     | —                     | 28                    | —                     | —                     | 1                     | 12                    | —                     | 1                     | 2    | NH   | 1    |
| Страде Бьянке                            | гонка не существовала | гонка не существовала | гонка не существовала | гонка не существовала | гонка не существовала | гонка не существовала | гонка не существовала | гонка не существовала | 43                    | 24                    | —                     | 11                    | 4                     | 10   | 35   | 28   |
| Тур Дренте                               | DNF                   | —                     | —                     | —                     | 33                    | 71                    | 21                    | —                     | —                     | 5                     | —                     | 4                     | 1                     | NH   | —    | 5    |
| Классика Брюгге — Де-Панне               | гонка не существовала | гонка не существовала | гонка не существовала | гонка не существовала | гонка не существовала | гонка не существовала | гонка не существовала | гонка не существовала | гонка не существовала | гонка не существовала | гонка не существовала | 49                    | 7                     | —    | 66   | 3    |
| Гент — Вевельгем                         | гонка не существовала | гонка не существовала | гонка не существовала | гонка не существовала | гонка не существовала | —                     | —                     | —                     | —                     | 64                    | 4                     | 1                     | 4                     | —    | 5    | 6    |
| Трофей Альфредо Бинды — комунны Читтильо | 24                    | 8                     | —                     | —                     | 69                    | —                     | DNF                   | —                     | 45                    | 55                    | —                     | 13                    | —                     | NH   | 44   | —    |
| Тур Фландрии                             | 8                     | 8                     | —                     | —                     | 76                    | DNF                   | 76                    | —                     | 70                    | 74                    | 37                    | 13                    | 1                     | —    | 44   | 10   |
| Амстел Голд Рейс                         | гонка не существовала | гонка не существовала | гонка не существовала | гонка не существовала | гонка не существовала | гонка не существовала | гонка не существовала | гонка не существовала | гонка не существовала | гонка не существовала | 56                    | —                     | 8                     | NH   | 35   | —    |
| Флеш Валонь Фемм                         | —                     | 2                     | —                     | —                     | 79                    | —                     | —                     | —                     | —                     | —                     | —                     | —                     | —                     | —    | OTL  | —    |
| Гран-при Плуэ — Бретань                  | 3                     | —                     | —                     | OTL                   | —                     | —                     | —                     | —                     | 60                    | —                     | —                     | —                     | —                     | 4    | —    |      |
| Париж — Рубе Фемм                        | гонка не существовала | гонка не существовала | гонка не существовала | гонка не существовала | гонка не существовала | гонка не существовала | гонка не существовала | гонка не существовала | гонка не существовала | гонка не существовала | гонка не существовала | гонка не существовала | гонка не существовала | NH   | 5    | 15   |

| —   | Не участвовала     |
| DNF | Не финишировала    |
| OTL | Вне лимита времени |
| NH  | Не проводилась     |

### Статистика выступления наГранд-турах
| Гонка / Год          | 2006           | 2007           | 2008           | 2009           | 2010           | 2011           | 2012           | 2013           | 2014           | 2015           | 2016           | 2017           | 2018           | 2019           | 2020           | 2021           | 2022           | 2023           |
| -------------------- | -------------- | -------------- | -------------- | -------------- | -------------- | -------------- | -------------- | -------------- | -------------- | -------------- | -------------- | -------------- | -------------- | -------------- | -------------- | -------------- | -------------- | -------------- |
| Рут де Франс феминин | DNF            | —              | —              | —              | 36             | —              | —              | —              | —              | —              | —              | не проводилась | не проводилась | не проводилась | не проводилась | не проводилась | не проводилась | не проводилась |
| Джиро д’Италия Донне | —              | 11             | 9              | —              | —              | 77             | 53             | 70             | —              | 58             | 79             | 82             | DNF            | —              | —              | 45             | 40             | 59             |
| Тур де Франс Фамм    | не проводилась | не проводилась | не проводилась | не проводилась | не проводилась | не проводилась | не проводилась | не проводилась | не проводилась | не проводилась | не проводилась | не проводилась | не проводилась | не проводилась | не проводилась | не проводилась | 61             | —              |
| Ла Вуэльта Фамм      | не проводилась | не проводилась | не проводилась | не проводилась | не проводилась | не проводилась | не проводилась | не проводилась | не проводилась | не проводилась | не проводилась | не проводилась | не проводилась | не проводилась | 40             | —              | 48             | —              |

## Рейтинги
| Год                 | 2006  | 2007 | 2008 | 2009 | 2010  | 2011  | 2012 | 2013 | 2014 | 2015 | 2016 | 2017 | 2018 | 2019 | 2020 | 2021 | 2022 | 2023 |
| ------------------- | ----- | ---- | ---- | ---- | ----- | ----- | ---- | ---- | ---- | ---- | ---- | ---- | ---- | ---- | ---- | ---- | ---- | ---- |
| Мировой рейтинг UCI | 170-й | 12-й | 37-й | -    | 120-й | 150-й | 74-й | 67-й | -    | 76-й | 16-й | 33-й | 10-й | 4-й  | 21-й | 25-й | 15-й | 31-й |
| Мировой кубок UCI   | -     | -    | 9-й  | -    | -     | -     | -    | -    | -    | -    |      |      |      |      |      |      |      |      |
| Мировой тур UCI     |       |      |      |      |       |       |      |      |      |      | 16-й | 30-й | 18-й | 6-й  | 27-й | 24-й | 19-й | 54-й |
|                     |       |      |      |      |       |       |      |      |      |      |      |      |      |      |      |      |      |      |
| Источник: UCI       |       |      |      |      |       |       |      |      |      |      |      |      |      |      |      |      |      |      |